# Crassispira bottae
Crassispira bottae is een slakkensoort uit de familie van de Pseudomelatomidae. De wetenschappelijke naam van de soort is voor het eerst geldig gepubliceerd in 1839 door Valenciennes in Kiener.